# Изола ди Капо Рицуто
Ѝзола ди Ка̀по Рицу̀то (на италиански: Isola di Capo Rizzuto) е град и община в Южна Италия, провинция Кротоне, регион Калабрия. Разположен е на 90 m надморска височина. Населението на общината е 17 160 души (към 2013 г.).